# Верх-Исетский район

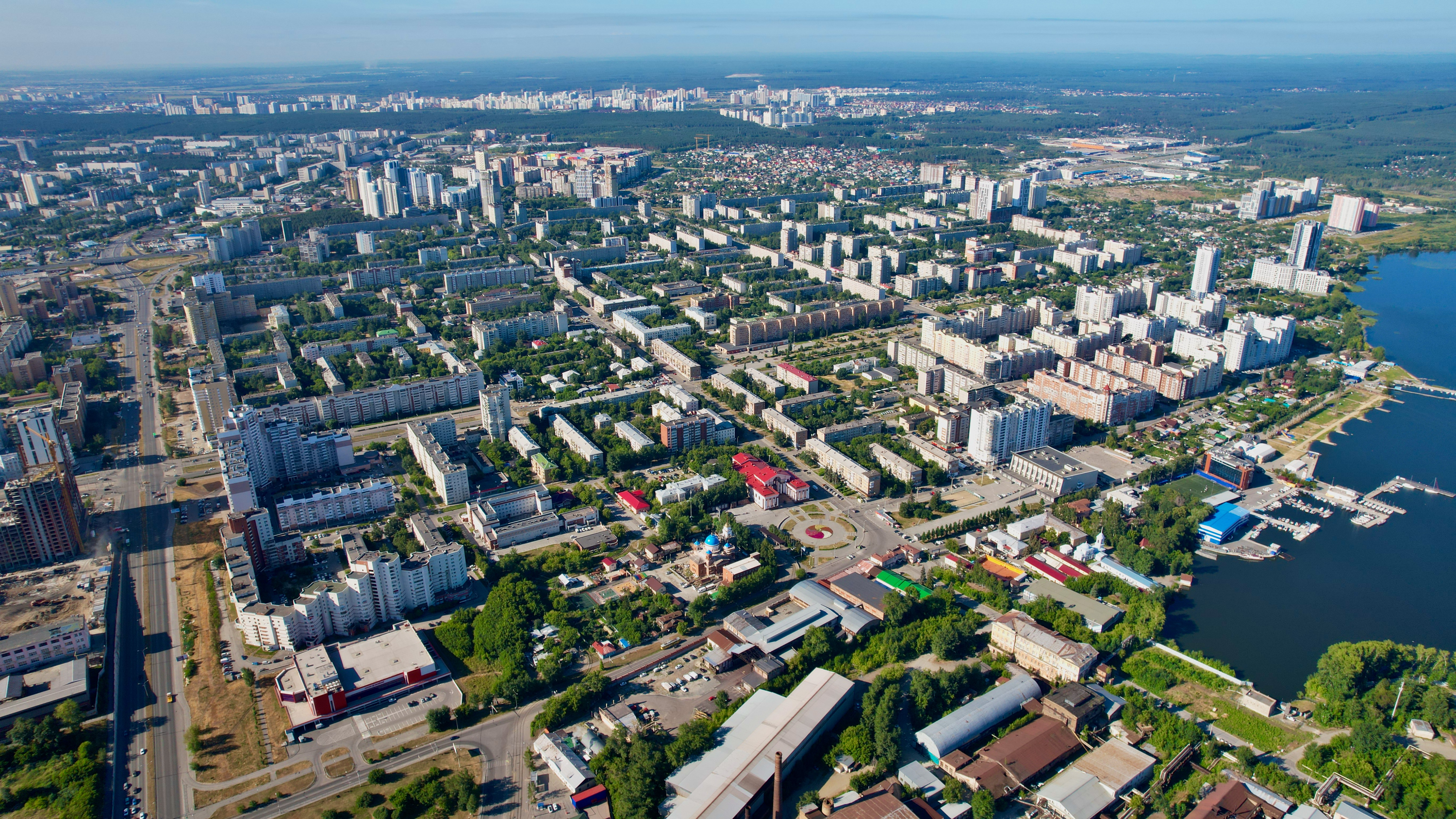
Вид с высоты

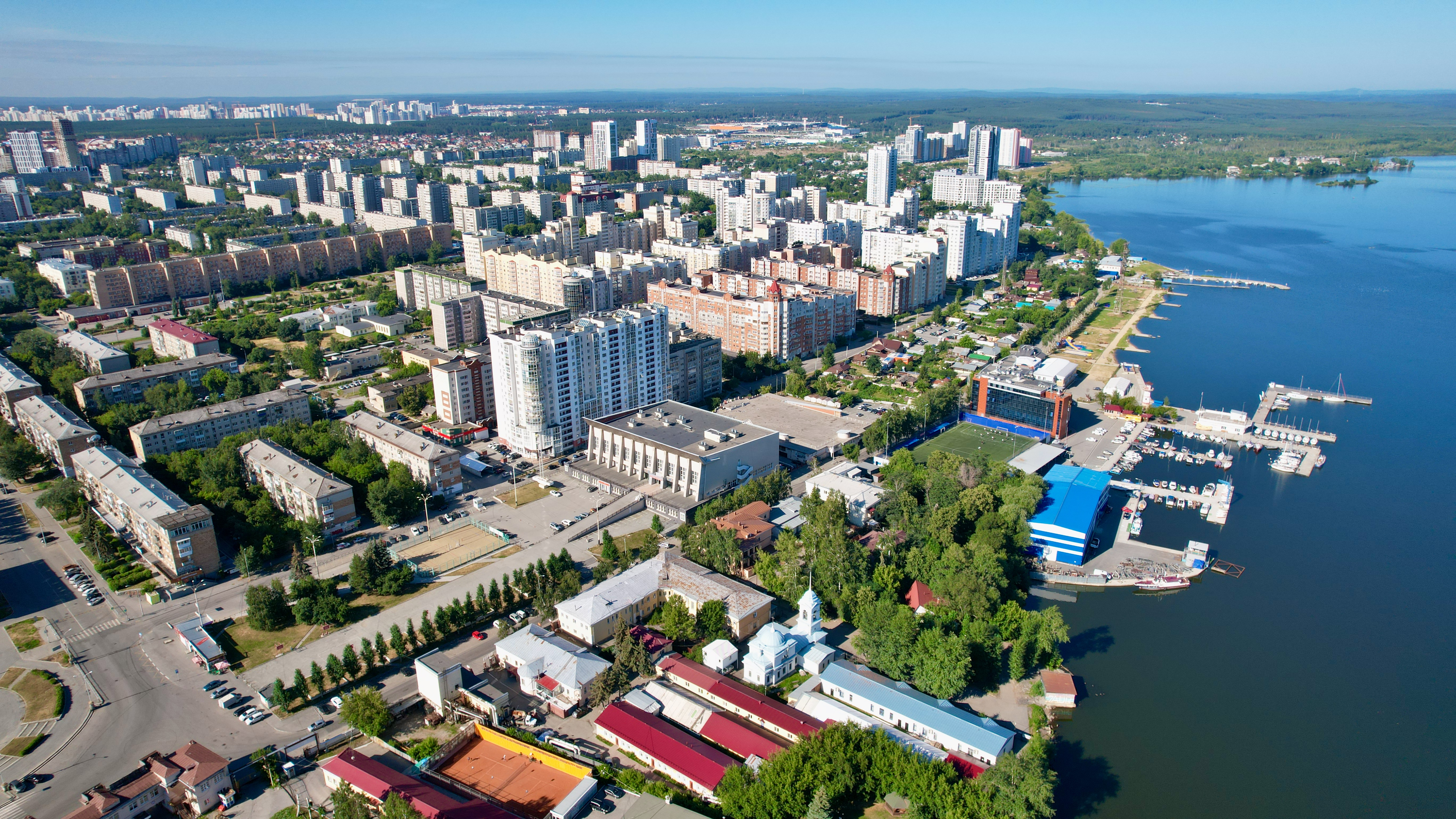
Вид с высоты

Верх-Исе́тский райо́н (в 1938-1939 годах — Ежо́вский район) — один из восьми внутригородских районов города Екатеринбурга. Располагается в западной части Екатеринбурга. Получил своё название благодаря Верх-Исетскому пруду. Пруд был создан для крупного металлургического Верх-Исетского завода.
Здесь начинается трасса Екатеринбург — Пермь. На территории района расположены: Администрация Свердловской области, театр драмы, Дворец молодёжи, Центральный стадион, стрельбище Динамо, Уральская государственная медицинская академия, Центр культуры и искусств «Верх-Исетский» (бывший ДК ВИЗ), культурно-выставочный комплекс «Синара Центр», завод электро-медицинской аппаратуры (ЭМА).

## География
Район находится на западе Екатеринбурга, включая в себя часть центра города], расположенную на правом берегу Городского пруда. Включает в себя микрорайоны: Визовский, Заречный, Московский, Новомосковский, Лесхоз.

## История
Верх-Исетский район — один из старейших в Екатеринбурге. Его история началась в далёком XVIII веке у берегов Верх-Исетского пруда, и она тесно связана со строительством Верх-Исетского металлургического завода.
В 1723 году был построен Екатеринбургский железоделательный завод, основателем которого были Василий Татищев и Георг Вильгельм де Геннин. Из-за нехватки воды Екатеринбургский завод мог остановиться. Поэтому по указу Вильгельм де Геннина в 1725 году в двух верстах от Екатеринбурга была построена запасная плотина, образовавшая Верх-Исетский пруд. У новой плотины Вильгельм де Геннин распорядился построить новый железоделательный завод, который он назвал именем дочери Петра I и Екатерины I. После смерти дочери Петра I завод стал называться Верх-Исетским, при заводе возник одноимённый посёлок (сейчас жилой район города).

## Население
| 2002     | 2009     | 2010     | 2012     | 2013     | 2014     | 2015     |
| -------- | -------- | -------- | -------- | -------- | -------- | -------- |
| 180 852  | ↘177 097 | ↗187 732 | ↗194 360 | ↗198 808 | ↗201 817 | ↗206 363 |
| 2016     | 2017     | 2018     | 2019     | 2021     |          |          |
| ↗210 157 | ↗213 020 | ↗216 779 | ↗221 207 | ↗240 822 |          |          |

## Культура
На территории района более 70 памятников истории и культуры, 40 учреждений культуры и искусства, среди которых: Академический театр драмы, объединение «Дворец молодёжи», Центр культуры и искусства «Верх-Исетский» (бывший ДК ВИЗ), культурно-выставочный комплекс «Синара Центр», Дом актёра, Дом мира и дружбы, десятки музеев и библиотек.

## Спортивная жизнь
Район богат своими спортивными достижениями. На его территории функционируют 143 спортивных сооружения, среди которых Центральный стадион, спортивный центр «Верх-Исетский», спортсооружения Уральской государственной медицинской академии, Дворец Молодёжи, учебно-спортивная база «Динамо—Биатлон», центр спорта и культуры «Изумруд», бильярдный клуб «Европа» (лучший клуб России по снукеру), ледовый дворец, манеж МФК «Синара».
Для детей и подростков созданы шесть спортшкол: комплексная МДЮСШ, СДЮСШОР по греко-римской борьбе, СДСШО по футболу «ВИЗ», СДЮСШОР № 17 (шахматы), СДЮСШОР горных видов спорта, СДЮСТШ по радиоспорту. В последние годы в районе проведена большая работа по укреплению материально-спортивной базы: построены две спортивные площадки для игровых видов спорта, яхт-клуб, идет реконструкция водно-спортивной базы «ВИЗ».
Приоритетными видами спорта в районе на сегодня являются: греко-римская борьба, парусный спорт и мини-футбол. Любители парусного спорта располагают хорошей тренировочной базой. Водно-спортивная база «ВИЗ» является центром парусного спорта. На акватории Верх-Исетского пруда проводятся крупнейшие в России соревнования по парусному спорту: детская регата, открытый чемпионат России «Кубок Екатеринбурга», матч-рейсинг «ЯВА-Трофи». В них принимают участие сильнейшие яхтсмены мира из Франции, Дании, Австралии, Беларуси, России.
На базе Спортивного Центра «Верх-Исетский» традиционно проходит Международный турнир по греко-римской борьбе памяти воинов-героев Уральского Добровольческого танкового корпуса и героев тыла, и турнир, посвящённый памяти А. В. Суворова. На сегодняшний день район высоко несёт знамя греко-римской борьбы и является «законодателем» в Урало-Сибирском регионе и страны в целом.
Известна на всю страну учебно-спортивная база «Динамо-Биатлон», воспитавшая многих известных всему миру спортсменов-биатлонистов. Ежегодно здесь проходят всероссийские и международные соревнования.

## Глава администрации

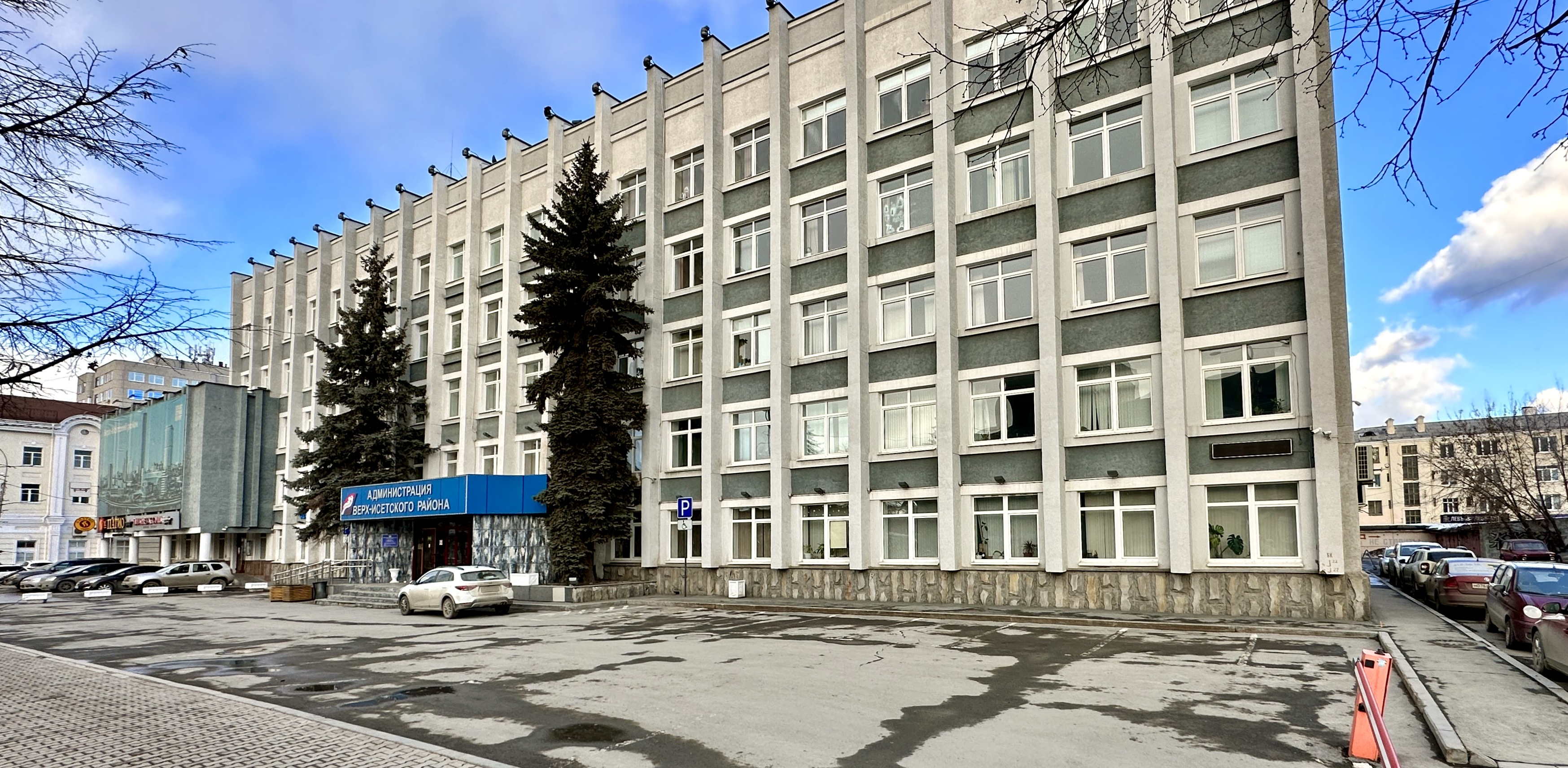
Здание районной администрации (улица Московская, 27)

Исполняющим обязанности главы администрации Верх-Исетского района является Владимир Лобанов.

## Политическая жизнь
На последних областных выборах, прошедших 8 октября 2006 года, в списки для голосования Верх-Исетской избирательной комиссии Екатеринбурга были внесены 151 210 избирателей. В выборах участвовало 39 932 человека, что составило 26,41 % от общего числа избирателей.
Результаты голосования по выборам в Областную Думу по Верх-Исетскому району :
- Единая Россия — 13823 человека — 34,68 %;
- РПЖ — 7208 — 18,09 %;
- Российская партия пенсионеров — 5777 — 14,50 %;
- КПРФ — 2617 — 6,57 %;
- ЛДПР — 1918 — 4,81 %;
- Яблоко — 1893 — 4,75 %;
- Свободная Россия — 1181 — 2,96 %;
- Родина — 1036 — 2,60 %;
- Патриоты России — 543 — 1,36 %;
- Народная воля — 281 — 0,71 %;
- Против всех списков кандидатов — 2840 — 7,13 %;

## Историческое административно-территориальное устройство
- посёлки Гора Хрустальная, Палкинский Торфяник, Перегон, Светлая Речка;
- Чусовской сельсовет — посёлок Чусовское Озеро;
- Широкореченский поссовет — рабочий посёлок Широкая Речка, посёлки Лиственный, Медный, Мичуринский, Московский.

31 декабря 2004 года рабочий посёлок Широкая Речка как самостоятельный населённый пункт был упразднён и включён в черту города Екатеринбурга.
11 февраля 2016 года были включены в черту города посёлки Гора Хрустальная, Лиственный, Перегон и Светлая Речка.
1 октября 2017 года сельсоветы были упразднены.
Законом Свердловской области от 25 декабря 2019 года из частей Верх-Исетского и Ленинского районов был образован новый административный район — Академический (закон вступил в силу в январе 2020 года), постановлением правительства РФ подтверждено 30 октября 2020 года. В феврале 2021 года приняты законы об описании границ района и внесении наименования в перечень административно-территориальных единиц области (вступили в силу 1 октября 2021 года). В подчинение Академического района вошли Мичуринский и Московский, также территория районы охватывает бывшие населённые пункты Лиственный и Широкая Речка.